# Терамо (баскетбольный клуб)
«Терамо» или «Терамо Баскет» (англ. Teramo Basket) — бывший профессиональный итальянский баскетбольный клуб из города Терамо. Команда выступала в чемпионате Италии с 2002 по 2012 год, после чего была распущена из-за банкротства. Домашней площадкой клуба являлась баскетбольная арена ПалаСкаприано.

## История
Клуб был основан в 1973 году Карло Антонетти под названием AICS (Ассоциация Итальянской культуры и Спорта, англ. Association of Italian Culture and Sports), Терамо. После нескольких побед в региональных турнирах и подготовки молодёжной команды, в сезоне 1992—93 клуб под названием «Терамо Баскет» получил возможность выступать в национальном чемпионате, серии C1. С 2002 по 2012 год в течение десяти сезонов подряд команда выступала в высшем дивизионе чемпионата Италии. В сезоне 2009 года клуб занял третье место и получил возможность сыграть в Кубке Европы 2010 года. Из-за нарастающих финансовых проблем команда была вынуждена в июле 2012 года объявить о банкротстве и таким образом была исключена из системы баскетбольных лиг Италии. В клубе дебютировал ряд известных игроков, включая Клэя Такера и Джейси Кэрролла.

## Известные игроки
- Марио Бони
- Джейси Кэрролл
- Крешимир Лончар
- Николоз Цкитишвили

## Изменения названия
Несколько раз команда меняла названия из-за смены генерального спонсора:
- Саник Терамо (2002–2003)
- Navigo.it Терамо (2004–2006)
- Сивилиа Уиар Терамо (2006–2008)
- Банкатеркас Терамо (2008–2012)